# Râul Lopatna
Râul Lopatna este un curs de apă, afluent al râului Cricovul Sărat, în zona localităților Carbunești-Podeni, județul Prahova

## Hărți
- Harta Județului Prahova

1. ↑  Stoian, Gabriel (2020). Dicționar geografic al județului Prahova. Ploiești - Mileniul III. p. 219.